# Nissan Primera
Nissan Primera je automobil střední třídy (stejně tak jako např. Škoda Superb), který od roku 1990 vyráběla japonská automobilka Nissan. Model nahradil Nissan Bluebird.

## Primera P10
Vyráběla se do roku 1996. Nabízela se jako čtyřdveřový sedan, pětidveřový liftback a kombi. Z vozu byl odvozen sportovní model GT s maximální rychlostí 219 km/h. V USA se Primera prodávala i pod názvem Infiniti G20. Primera měla tři, resp. šest stupňů výbavy, pro ČR (LX, SLX a GT) a některé zahraniční trhy (SGX, SRi a SE). V roce 1994 prošel model faceliftem. Pro švýcarský trh možnost i pohonu 4x4.

### Zážehové motory
- 1,6 16V–66 kW (1990–1992) GA16DS
- 1,6 16V–75 kW (1993–1996) GA16DE
- 2,0 16V–85 kW (1990–1992) SR20Di
- 2,0 16V–92 kW (1993–1996) SR20De
- 2,0e 16V–110 kW (1990–1996) SR20DEH

### Vznětové motory
- 2,0D–55 kW (1990–1996) CD20

## Primera P11

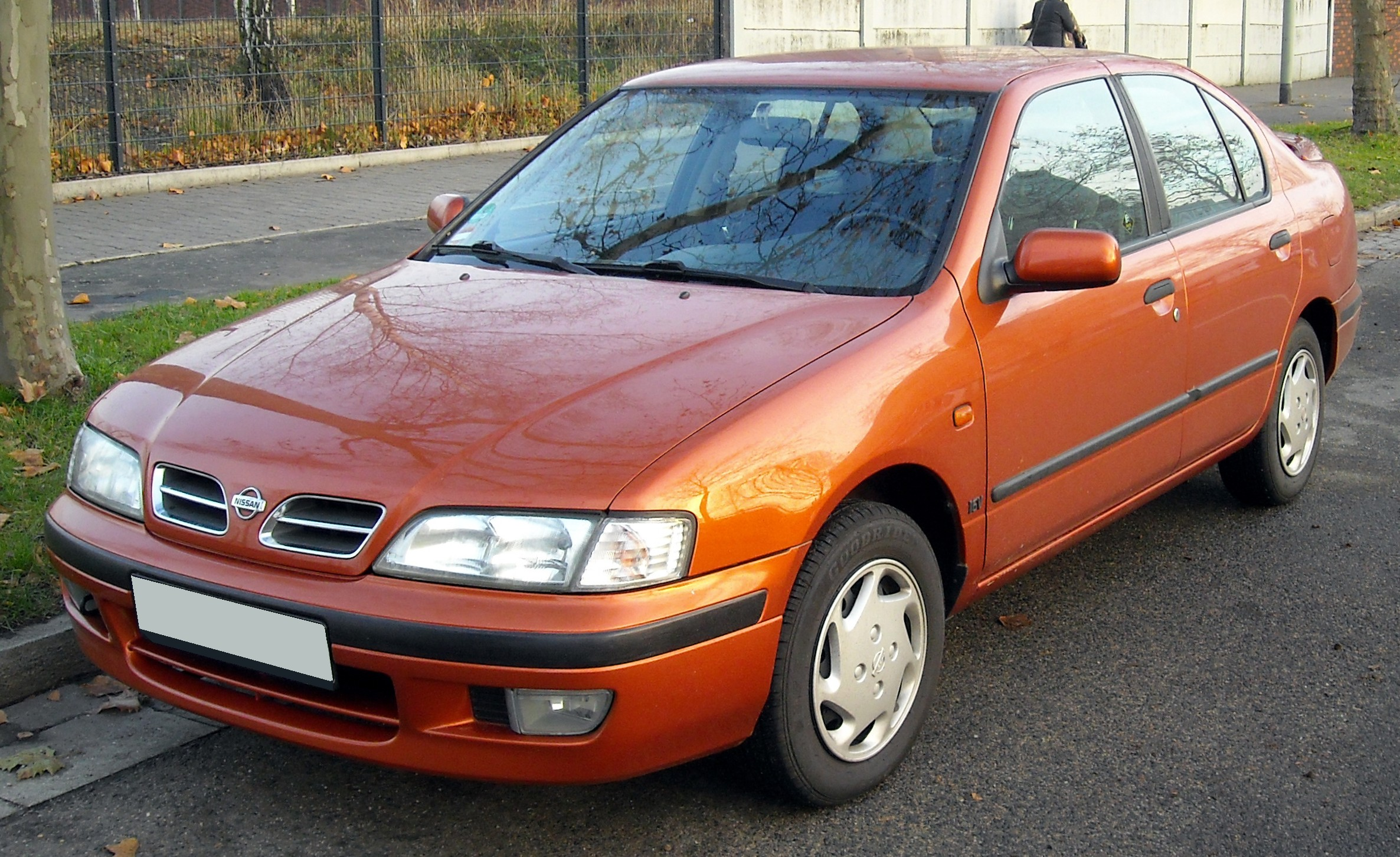
Primera P11

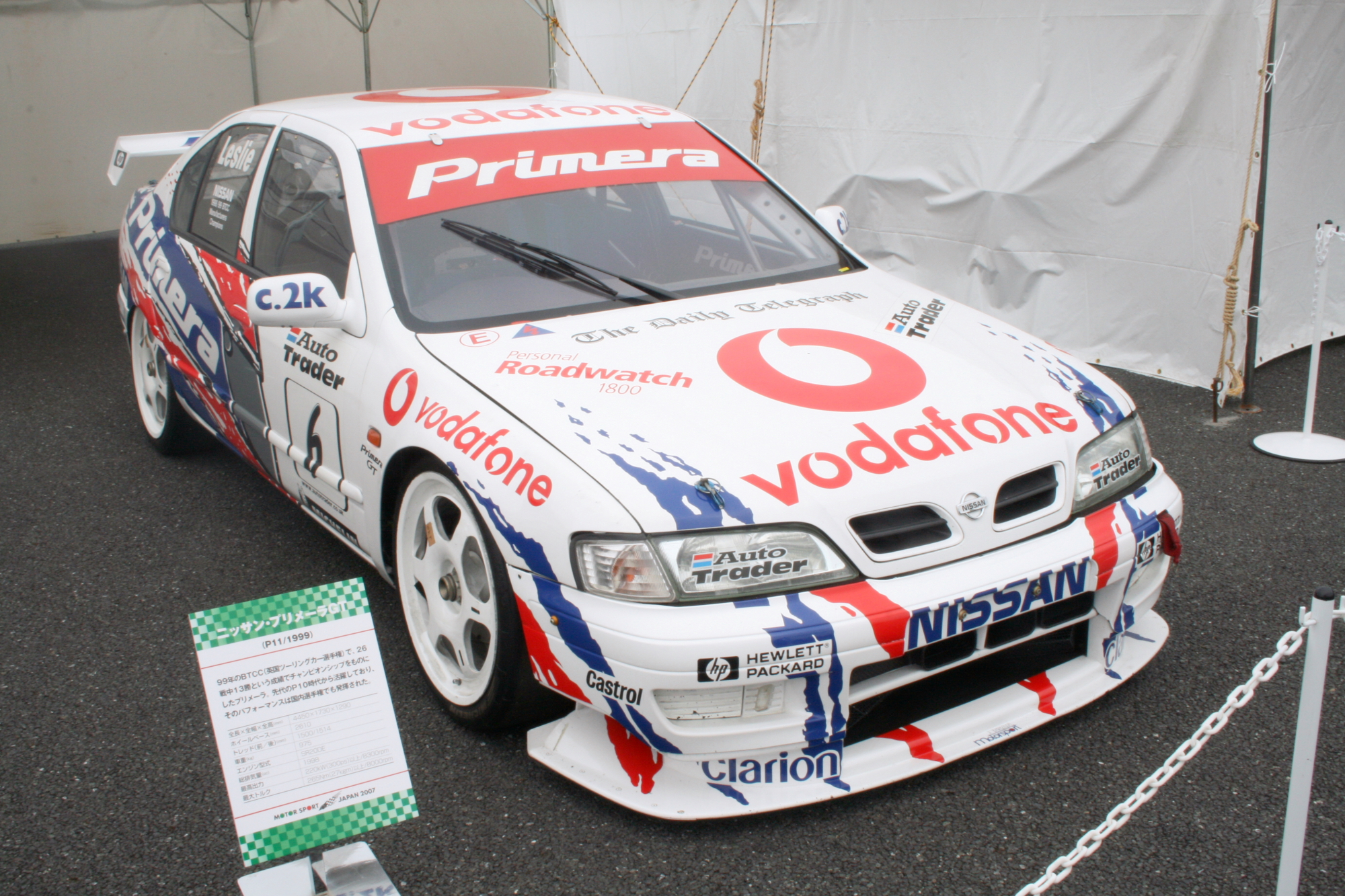
Primera pro závody BTCC

Vyráběla se v letech 1996 až 1999. Karosářské verze zůstaly. Výroba kombi začala v roce 1997. Novozélandská pobočka Nissan připravila ve spolupráci s Stevem Millenem sportovní model Primera SMX. Na první pohled se poznal výraznějším bodykitem. V roce 1999 vyhrál Nissan s Primerou šampionát BTCC. Na oslavu vítězství Nissan připravil limitovanou edici čtyřset kusů Primera GTSE.

### Zážehové motory
- 1,6 16V – 66 kW a 73 kW (1996–1999) GA16DE
- 2,0 16V – 96 kW (1996–1999) SR20DEL
- 2,0e 16V – 110 kW (1996–1999) SR20DEH

### Vznětové motory
- 2,0TD–66 kW (1996–1999) CD20T

## Primera P11C
Vyráběla se v letech 1999 až 2002. Karosářské verze zůstaly. Výroba modelu kombi ukončena v roce 2001. Model byl velkým faceliftem původní P11. Tehdy dostala čiré lampy předních světlometů a masku chladiče sjednocenou s ostatními vozy Nissan. V nabídce se objevily i nové pohonné jednotky. Vůz dostal i nové výbavy Comfort, Sport a Elegance s bohatší standardní výbavou.

### Zážehové motory
- 1,6 16V–73 kW (1999–2000) GA16DE
- 1,6 16V–78 kW (2000–2002) QG16DE
- 1,8 16V–84 kW (1999–2002) QG18DE
- 2,0 16V–103 kW (1999–2002) SR20DEH

### Vznětové motory
- 2,0TD–66 kW (1999–2002) CD20T

## Primera P12

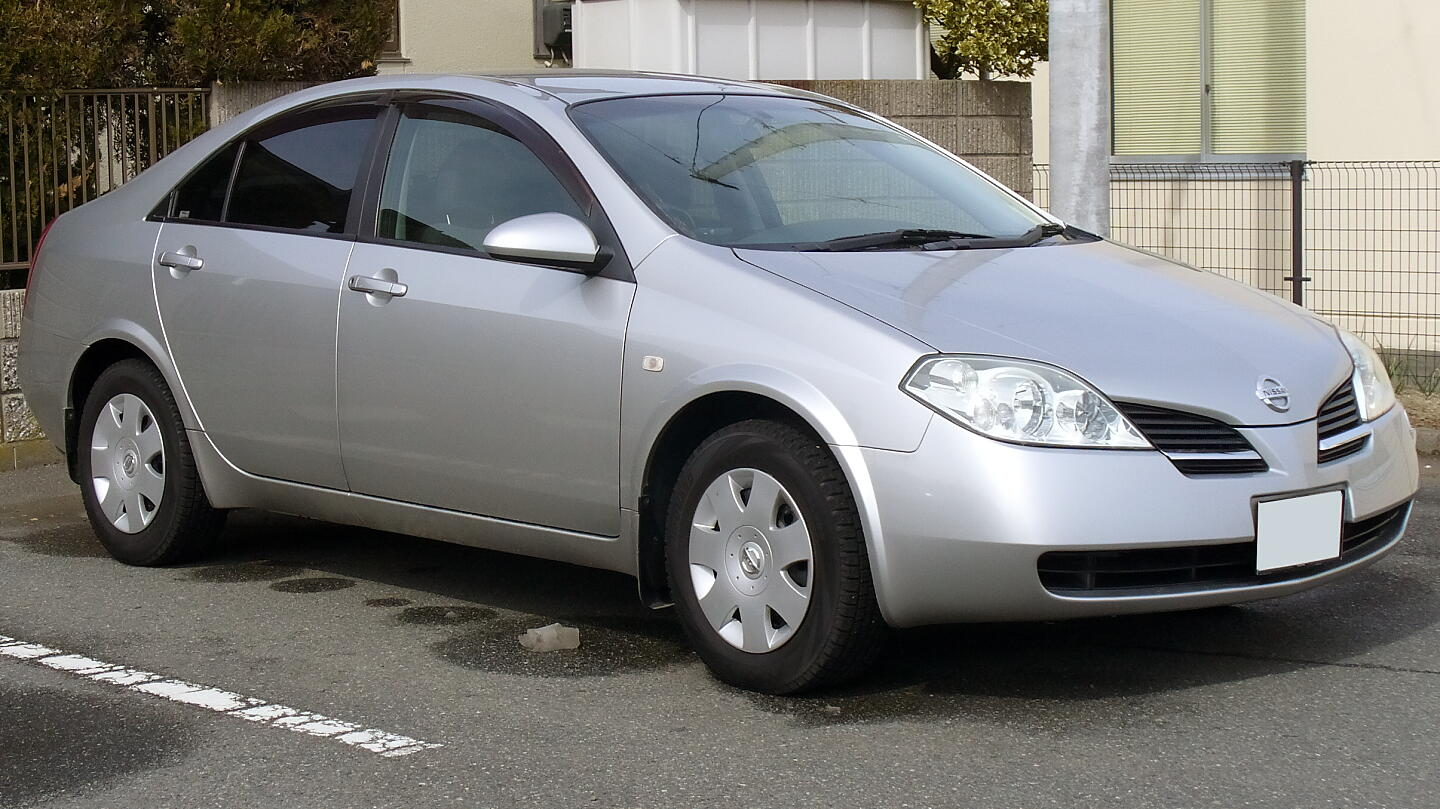
Primera P12

Třetí generace Primery se vyráběla od roku 2002 do roku 2008 a byla prvním modelem po vytvoření koncernu s Renaultem. Dnes zůstává model Primera bez nástupce.

### Zážehové motory
- 1,8 16V–85 kW (2002–2008) QG18DE
- 2,0 16V–103 kW (2002–2008) QR20DE

### Vznětové motory
- 1.9dCi–88 kW (2003–2005) F9Q
- 2,2di 16V–93 kW (2002–2003) YD22DDTi
- 2,2dCi 16V–102 kW (2003–2005) YD22DDTi